# Шатилин, Алексей Леонтьевич
Алексей Леонтьевич Шати́лин (11 февраля 1910 — 4 декабря 1992) — советский рабочий-металлург, старший мастер доменного цеха Магнитогорского металлургического комбината. 

## Биография
Родился 11 февраля 1910 года в деревне Рыжевка (ныне Курская область Российской Федерации). Вырос в бедной многодетной семье, его отец Леонтий Шатилин (1868—1924) приехал в Рыжевку из Донбасса, где работал забойщиком на шахтах. Леонтий Шатилин был участником Первой мировой войны, где получил тяжёлую контузию и, вернувшись в деревню, умер в 1924 году.
Старшие братья Алексея Григорий и Яков уехали на заработки в Донбасс, и после смерти отца Алексей остался единственным мужчиной в семье. Для того чтобы прокормить семью (мать и двух сестёр), он работал батраком, подмастерьем у сапожника. В 1928 году Шатилин отправился в Донбасс, где устроился работать учеником формовщика на Константиновский металлургический завод имени М. В. Фрунзе. Здесь его приметил мастер Николай Семенович Ващенко и предложил ему перейти на работу помощника горнового. Скоро Алексей Леонтьевич стал вторым горновым, был принят в комсомол.
Осенью 1932 года по комсомольской путёвке был направлен в Магнитогорск, пятница 11 ноября 1932 года стала его первым днём на Магнитке. Шатилин работал на второй доменной печи доменного цеха ММК имени И. В. Сталина, сначала горновым, а затем и старшим горновым.
В 1935 году был назначен мастером доменной печи № 3. В 1941 году вступил в ВКП(б) . Кроме того, Шатилин написал заявление с просьбой отправить его добровольцем в ряды РККА, однако на комиссии известный металлург Павел Иванович Коробов выступил против отправки Шатилина на фронт.
Умножатся легенды, были,

потомок глянет на Урал:

Магнитка? Это где Шатилин?

Шатилин? Это где металл?

Он из Донбасской колыбели

мог бы до Арктики шагать,

метро пустить, поля засеять,

и рядом с Громовым летать.

Мог, и с такой упрямой целью

ушел Магнитку поднимать.
В период войны было принято решение построить на ММК ещё одну доменную печь, первую плавку чугуна на которой доверили сделать мастеру Алексею Шатилину и старшему горновому Алексею Полухину, это произошло 5 декабря 1942 года в 18 часов 45 минут. 25 декабря 1943 года Шатилин совершил первую плавку на доменной печи № 6, ставшей крупнейшей доменной печью в Европе.
Умер 4 декабря 1992 года. Похоронен в Магнитогорске на Правобережном кладбище.

## Награды и премии
- Сталинская премия второй степени (1951) — за коренное усовершенствование технологии и управления производством на ММК имени И. В. Сталина.
- четыре ордена Ленина (30.9.1943 — за образцовое выполнение заданий ГКО по обеспечению военной промышленности качественным металлом; 31.3.1945; 24.2.1954; 23.4.1974)
- орден Октябрьской революции (30.3.1971)
- два ордена Трудового Красного Знамени (5.5.1949; 30.1.1952)
- орден «Знак Почёта» (19.7.1958)
- медали
- Крест Яна Красицкого (Польша)
- Почётный металлург